# Kirjat Gat (stacja kolejowa)
Kirjat Gat (hebr.: קריית גת) – stacja kolejowa w Kirjat Gat, w Izraelu. Jest obsługiwana przez Rakewet Jisra’el.

Stacja znajduje się w strefie przemysłowej położonej w południowej części Kirjat Gat. Dworzec jest przystosowany dla osób niepełnosprawnych.

## Połączenia
Pociągi z Kirjat Gat jadą do Naharijji, Hajfy, Tel Awiwu i Beer Szewy.